# Граф Кауца

Пример графа Кауца на 3 символах с длиной строк 2 (слева) и 3 (справа). Рёбра слева соответствуют вершинам справа.

Граф Кауца {\displaystyle K_{M}^{N+1}} — это ориентированный граф степени {\displaystyle M} и размерности {\displaystyle N+1}, который имеет {\displaystyle (M+1)M^{N}} вершин, помеченных всеми возможными строками {\displaystyle s_{0}\cdots s_{N}} длины {\displaystyle N+1}, которые составлены из символов {\displaystyle s_{i}}, выбранных из алфавита {\displaystyle A}, содержащего {\displaystyle M+1} различных символов с условием, что соседние символы не могут совпадать ({\displaystyle s_{i}\neq s_{i+1}}).
Граф Кауца {\displaystyle K_{M}^{N+1}} имеет {\displaystyle (M+1)M^{N+1}} рёбер
{\displaystyle \{(s_{0}s_{1}\cdots s_{N},s_{1}s_{2}\cdots s_{N}s_{N+1})|\;s_{i}\in A\;s_{i}\neq s_{i+1}\}\,}
Естественно пометить каждое такое ребро {\displaystyle K_{M}^{N+1}} как {\displaystyle s_{0}s_{1}\cdots s_{N+1}}, создавая один-к-одному соответствие между рёбрами графа Кауца {\displaystyle K_{M}^{N+1}} и вершинами графа Кауца {\displaystyle K_{M}^{N+2}}.
Графы Кауца тесно связаны с графами де Брёйна.

## Свойства
- Для фиксированной степени {\displaystyle M} и числа вершин {\displaystyle V=(M+1)M^{N}} граф Кауца имеет наименьший диаметр для любого ориентированного графа с {\displaystyle V} вершинами и степенью {\displaystyle M}.
- Все графы Кауца имеют эйлеровы циклы. (Эйлеров цикл — это цикл, который посещает каждое ребро ровно раз — этот результат следует из того, что графы Кауца имеют полустепень захода равную полустепени исхода для каждого узла).
- Все графы Кауца имеют гамильтонов цикл (Этот результат следует из соответствия, описанного выше между рёбрами графа Кауца {\displaystyle K_{M}^{N}} и вершинами графа Кауца {\displaystyle K_{M}^{N+1}}. Гамильтонов цикл на {\displaystyle K_{M}^{N+1}} задаётся эйлеровым циклом на {\displaystyle K_{M}^{N}}).
- Граф Кауца степени {\displaystyle k} имеет {\displaystyle k} не пересекающихся пути из любого узла {\displaystyle x} в любой другой узел {\displaystyle y}.

## В обработке данных
Граф Кауца использовался в качестве сетевой технологии для соединения процессоров в высокопроизводительных вычислениях и отказоустойчивых вычислениях, такие сети известны как сети Кауца.